# Uys Krige
Mattheus Uys Krige (* 4. Februar 1910 in Bontebokskloof bei Swellendam; † 10. August 1987 in Onrusrivier; als Pseudonym auch Arnoldus Retief) war ein südafrikanischer Schriftsteller und Übersetzer. Er schrieb auf Afrikaans und Englisch und erhielt mehrere südafrikanische Literaturpreise, darunter zweimal den Hertzogprys.

## Leben
Krige war das zweite von sechs Kindern des Amtsrichters Jacob Daniel „Japie“ Krige – der auch als Center der Rugby-Nationalmannschaft bekannt geworden war – und der Schriftstellerin Susanna Hermina „Sannie“ Krige, geborene Uys. Die Familie wechselte wegen der Arbeit des Vaters innerhalb der Kapprovinz häufig den Wohnort. Uys Krige legte 1927 sein Matric in Stellenbosch ab. Anschließend studierte er an der Universität Stellenbosch und erwarb 1929 einen Bachelor of Law. Er verwarf aber eine Karriere im juristischen Bereich und wurde Reporter bei der Rand Daily Mail. 1931 reiste er für einige Monate nach London. Anschließend lebte er in Frankreich – wo er unter anderem in der Rugby-Mannschaft von Toulon eingesetzt wurde – und schließlich in Spanien. In dieser Zeit lernte er Französisch und Spanisch. 1935 kehrte er nach Südafrika zurück, wo er erneut Reporter bei der Rand Daily Mail wurde. Er setzte sich für die republikanische Seite im Spanischen Bürgerkrieg ein und schrieb 1937 das Lied van die Fascistiese Bomwerpers (etwa: „Lied von den faschistischen Bombern“) über die Zerstörung der Stadt Guernica. Dieses Gedicht rief bei weißen Nationalisten und der südafrikanischen römisch-katholischen Kirche Empörung hervor. In dieser Zeit wurde Krige zu den Dertigers („Dreißigern“) gezählt, einer innovativen Gruppe von afrikaanssprachigen Schriftstellern. Im Zweiten Weltkrieg arbeitete Krige mit der Union Defence Force als Berichterstatter in den nordafrikanischen Kriegsgebieten. 1941 wurde er bei Tobruk gefangen genommen und zwei Jahre lang in Italien inhaftiert. Dort lernte er Italienisch. Später konnte er der Gefangenschaft entkommen und nach Südafrika zurückkehren. Unter anderem schrieb er für die Kapstädter Zeitung der United Party, Die Suiderstern.
Nach der Wahl 1948 wandte er sich gegen die Abschaffung des Wahlrechts für Coloureds. Er galt, wie Autoren der Gruppe Sestigers, als Gegner der Apartheid. Er unternahm zahlreiche Reisen nach Europa und konnte mit einem Carnegie-Stipendium in die USA reisen.
Krige schrieb Romane, Kurzgeschichten und Gedichte, zumeist auf Afrikaans, aber auch auf Englisch. Er übersetzte zahlreiche Werke aus dem Spanischen, Französischen und Italienischen ins Afrikaans, vor allem Gedichte.
1937 heiratete er Rachel Alida du Toit, die unter dem Namen Lydia Lindique als Schauspielerin bekannt war. Sie hatten zusammen zwei Kinder. Von 1969 bis zu seinem Tod lebte er in Onrusrivier.

## Werke

### Gedichte
- 1935: Kentering
- 1940: Rooidag
- 1942: Oorlogsgedigte
- 1949: Hart sonder hawe
- 1960: Ballade van die groot begeer
- 1964: Vooraand
- 1974: Uys Krige; ’n Keur uit sy gedigte

### Romane
- 1940: Die palmboom
- 1953: The dream and the desert

### Reisetagebücher und Briefwechsel
- 1946: The way out
- 1948: Sol y sombra (mit Illustrationen von seinem Bruder François)
- 1951: Ver in die wêreld
- 1961: Sout van die aarde

### Theaterstücke
- 1938: Magdalena Retief
- 1940: Die wit muur
- 1949: Alle paaie gaan na Rome
- 1951: Die sluipskutter (1962 durch Krige als The sniper ins Englische übersetzt)
- 1956: Die goue kring

### Übersetzungen
- 1950: Vir die luit en die kitaar – Spaanse en Franse gedigte
- 1962: Éluard en die surrealisme von Paul Éluard
- 1963: Yerma von Federico Garcia Lorca
- 1967: Twaalfde nag von William Shakespeare
- 1968: Dokter-teen-wil-en-dank von Molière
- 1969: Spaans-Amerikaanse keuse
- 1971: Koning Lear von William Shakespeare
- 1980: Die huis van Bernarda Alba von Federico Garcia Lorca
- 1980: Pioniers van die wolke von Antoine de Saint-Exupéry (zusammen mit J. G. J. Krige)
- 1987: Verse van Lorca von Federico Garcia Lorca
- 1987: Ballades van Villon von Francois Villon
- 1990: Brasilië sing – portugiesische Gedichte
- 1991: Spaanse dans – spanische Gedichte
- 1993: Versions of Prévert’s ‘The song of snails who went to a funeral’ von Jacques Prévert

### Werke als Herausgeber
- 1937: Afrikaanse versameling
- 1950: ’n Keur uit die verhale van J. van Melle
- 1960: Poems of Roy Campbell
- 1968: The Penguin book of South African verse (zusammen mit Jack Cope)
- 1968: Olive Schreiner: A selection

## Auszeichnungen
- 1974: Hertzogprys für Dichtung für eine Auswahl seiner Gedichte
- 1985: Hertzogprys für Drama für sein dramatisches Gesamtwerk
- Ehrendoktorwürden der University of Natal, der Rhodes University und der Universität Stellenbosch[5]